# Hjørring Bibliotekerne
Hjørring Bibliotekerne er den fælles betegnelse for de fem folkebiblioteker i Hjørring Kommune. Hjørring Bibliotekerne udfylder en rolle som centrum for kulturel aktivitet, dannelse og sammenhængskraft i lokalsamfundet. De fire afdelinger i hhv. Hirtshals, Løkken, Sindal og Vrå er åbne biblioteker, hvor man kan lukke sig ind uden for den betjente åbningstid med sundhedskort/lånerkort.

## Bibliotekerne

### Hjørring Bibliotek
Hjørring Bibliotek i indkøbscenteret Metropol er kommunens hovedbibliotek og åbnede på denne placering i 2008. Inden da lå biblioteket først i en fredet bygning i Brinck Seidelins Gade (opført til biblioteket i 1926-1927) og derefter i den kommunale administrationsbygning Codanhus, hvor Hjørring Rådhus ligger i dag.  
Biblioteket i Metropol åbner sig mod indkøbscenterets gæster med en kreativ indretning, som designerne Rosan Bosch og Rune Fjord har stået for. Hjørring Bibliotek har et areal på 5000 m², fordelt på publikumsområde med udlån, læsekroge, studierum, multisal, kontorer til de ansatte og publikums-caféen Lige efter bogen.  
Hjørring Bibliotek er indrettet med publikumsinddragende elementer som rutsjereol, Chesterfield-stole, stop motion-studie, legeområder for børn og mødesteder for studerende eller foreninger. Gennem hele biblioteket snor sig det røde bånd - en organisk udstillingsplatform, der binder stedets afdelinger sammen og giver plads til små temaudstillinger. Placeringen i Metropol betyder, at biblioteket indgår i en række samarbejder med byens forretnings- og kulturliv. 

### Hirtshals Bibliotek
Biblioteket i Hirtshals har siden 1972 haft adresse på Jørgen Fibigersgade. Først i en sidefløj til rådhuset og siden – efter kommunesammenlægning og nedlæggelse af rådhuset – i bygningen, der nu går under navnet Det Gamle Rådhus.  
I 2015 blev Hirtshals Bibliotek renoveret og nyindrettet. Biblioteket har havet og havnen som tema, med drivtømmerlook samt blå og gyldne farver – et tema udtænkt af arkitekt Dorthe Andersen. I børnebiblioteket findes en rutsjebane udformet som Hirtshals Fyr. I og uden for biblioteket kan publikum se mange forskellige kunstværker af bl.a. billedhuggerne Sven Bovin og Claus Ørntoft og malerne Sofie Bagger og Lars Nielsen.  I bibliotekets forgang findes skibet ”Dagmar”, som er bygget af Hjalmar Pedersen, den første leder af det egentlige folkebibliotek i Hirtshals. 
Bibliotekets beliggenhed i Det Gamle Rådhus giver et naturligt samarbejde med husets øvrige lejere, der bl.a. tæller lokalradioen Skaga FM, Hirtshals Turisme og Borgerservice. 1. salens mødelokaler kan bookes af foreninger m.v. gennem biblioteket – bl.a. den gamle byrådssal, der stadig står i næsten oprindelig stand med stole, kunst og borgmesterkæde. 

### Løkken Bibliotek
Løkken Bibliotek flyttede i 2016 ind på Løkken Skole og blev til et fælles folke- og skolebibliotek. Inden da havde biblioteket haft til huse i bl.a. Løkkegade i byens tidligere kommunekontor og senere i Løkkenstrand i Nørregade (i dag Løkken Strand Hotel), sammen med musikskolen, lokalhistorisk arkiv m.fl.  
Strand, klitter, hav og badehuse er gennemgående temaer i bibliotekets farver og indretning, som er udtænkt af designer Rosan Bosch. Indretningen afspejler på den måde den gamle badebys historie og stemning. Samtidig indbyder den til ophold, leg og fordybelse for både skolens brugere og byens øvrige lånere. Den blå havstrøm, der løber gennem biblioteket, er på samme tid symbol på havet og på den vidensstrøm, som bøgerne bidrager til.  
Biblioteket ligger ikke blot i samme hus som Løkken Skole, men også sammen med Kulturhus Løkken, Løkken Lokalhistoriske Arkiv og Hjørring Musiske skole. Det gør samarbejdet med de lokale foreninger og kulturinstitutioner nemt. Biblioteket samarbejder også med byens daginstitutioner, Løkken Turistbureau og foreningen Løkken.dk. 

### Sindal Bibliotek
Sindal Bibliotek ligger centralt i byen – tæt på indkøbsmuligheder, daginstitutioner og skole.  Før opførelsen af huset i Torvegade i 1991 havde Sindal Bibliotek bl.a. til huse i en tidligere realskole. Sindal Bibliotek blev voldsomt beskadiget ved en brand i 2008 og gennemgik derefter en omfattende renovering og nyindretning.  
Det overordnede ansvar for renoveringen blev lagt i hænderne på arkitektfirmaet Finn Østergaard, mens arkitekt Dorthe Andersen stod for den indretningsmæssige del. Temaet i bibliotekets indretning er ”den grønne plet”, da Sindal ligger i et skovrigt område. Farven er grøn som naturen udenfor, med grønne detaljer strøet omkring i biblioteket, bl.a. en billedfrise med æbletræer, en “skovsø” og en hængekøje i børneafdelingen. Gulvbelægningen er gul, fordi Sindal betyder ”byen i soldalen”. 
Udover biblioteket har kommunens borgerservice til huse i bygningen. Bibliotekets 1. sal er indrettet med to store mødelokaler som, udover at være rammen for bibliotekets egne arrangementer, benyttes flittigt af foreninger, oplysningsforbund m.m. 

### Vrå Bibliotek
Vrå Bibliotek er en del af Vrå Børne- og Kulturhus, der blev opført i 2021 og også rummer byens skole, institutioner og fritidsfaciliteter. Biblioteket er indrettet med skoven som tema, inspireret af den store rolle, som materialet og temaet “træ” spiller i hele huset. Som fundamentet under alle husets øvrige læringstilbud udgør biblioteket "rødderne", og det afspejler sig i designer Rosan Boschs kreative indretning.
Biblioteket byder på hyggelige læsekroge, aktuelle materialer og gode legemuligheder. Man kan låne gratis PC, bruge printer og kopimaskine eller benytte stedets mødelokale.  